# Molly (película)
Molly es una película tragicómica romántica de 1999 acerca de mujer autista que queda en custodia de su hermano, un neurótico ejecutivo. La película fue dirigida por John Duigan y escrita por Dick Christie, y protagonizada por Elisabeth Shue, Aaron Eckhart y Jill Hennessy.

## Elenco
- Elisabeth Shue (1963): Molly McKay
- Aaron Eckhart (1968): Buck McKay
- Jill Hennessy (1969): Susan Brookes
- Lucy Liu (1968): Brenda
- Elizabeth Mitchell (1970): Beverly Trehare
- Elaine Hendrix (1970): Jennifer Thomas
- Thomas Jane (1969): Sam
- D. W. Moffett (1954): Mark Cottrell
- Robert Harper: Dr. Simmons
- Michael Paul Chan: Domingo
- Jon Pennell: Gary McKay
- Sarah Wynter: Julie McKay
- Lauren Richter: Molly McKay (a los 7 años de edad)
- Tanner Prairie: Buck McKay (a los 8 años de edad)
- Nicholas Pryor: Dr. Prentice

## Trama
Elisabeth Shue representa el personaje protagónico, Molly McKay, una mujer autista de 28 años que desde su infancia vive en una institución mental luego de la muerte de sus padres en un accidente automovilístico.
Cuando la institución cierra debido a problemas presupuestarios, Molly es puesta a cargo de su hermano mayor, Buck McKay (representado por Aaron Eckhart), un eterno soltero, ejecutivo de publicidad.
Molly, que verbaliza muy poco y está obsesionada con alinear sus zapatos, convierte la vida de Buck en un problema cuando se escapa de su cuidadora y entra desnuda en una reunión de la agencia de publicidad de Buck.
Cuando Buck consulta con la neuróloga de Molly, Susan Brookes (representada por Jill Hennessy) y ésta sugiere una cirugía experimental en la que se implantan células cerebrales sanas de un donante.
Inicialmente Buck se niega, pero finalmente consiente y Molly tiene una recuperación milagrosa. Comienza a hablar fluidamente e interactúa con las personas de una manera «casi» normal, incluso comienza una relación amorosa con otro ex autista, Sam (Thomas Jane).
Buck empieza a llevar a Molly a acontecimientos sociales, como una obra de teatro (Romeo y Julieta), un juego de béisbol y cenas elegantes.
Sin embargo, después de unos meses, el cerebro de Molly empieza a rechazar las células trasplantadas y ella termina regresando a su antiguo estado autista.
Primero Buck rechaza a Molly y la envía a otra instituto psiquiátrico.
Pero finalmente Buck acepta el autismo de Molly y jura permanecer en la vida de Molly, creando una habitación en su casa que se ve exactamente igual que la habitación que ella tenía en la institución.
En la escena final de la película, se ve a Buck (con su pareja, la dra. Susan) llevando a Molly sonriente (con su pareja, Sam) en su yate.

## Bases del argumento
La historia está basada en una novela llamada Flores para Algernon, la cual trata acerca de un hombre retrasado mental que es tratado con una cirugía similar y se convierte en un genio, pero pronto regresa a su estado anterior.
La enfermedad de Molly presenta algunos de los síntomas de un desorden semántico pragmático, o disemia.